# Vordingborg
Pour la commune à laquelle la ville donne son nom, voir Vordingborg (commune).
Vordingborg  est une ville danoise, chef-lieu de la commune homonyme de la région Sjælland.

## Géographie
Vordingborg est située à 37 km de Nykøbing Falster, à environ 50 km de Gedser et à environ 100 km de Copenhague et d'Odense. La ville se trouve sur l'île de Seeland et est reliée à l'île de Falster par le pont de Farø et le pont du Storstrøm.

## Gouvernement
Le 1er janvier 2007, l'ancienne commune de Vordingborg a été fusionnée avec les communes de Langebæk (en), Møn et Præstø dans le cadre de la réforme communale, pour former une commune de Vordingborg élargie.

## Personnalités
- Clara Tybjerg (1864-1941), féministe et pacifiste danoise, est née à Kalvehave Parish, près de Vordingborg.
- Morten Olsen (1949-), footballeur danois.